# Jacques Mercier (homme politique)
Pour les articles homonymes, voir Jacques Mercier et Mercier.
Jacques Mercier, né le 29 mai 1921 à Nevers et mort le 6 janvier 1983, était un homme politique français. Membre de l’Union des démocrates pour la République, il est député de la troisième circonscription de l’Essonne.

## Biographie
Jacques André Mercier est né le 29 mai 1921 à Nevers et décédé le 6 janvier 1983, avenue Marceau, dans le 8e arrondissement de Paris.
Jacques Mercier est avocat. En 1965, il est chargé, avec le bâtonnier Paul Arrighi, de la défense d'Eli Cohen, agent du Mossad à Damas, qui doit y être jugé par un tribunal spécial ; les règles de ce tribunal permettant de ne pas suivre les procédures en vigueur, les juges empêchent les avocats de rencontrer leur client.
À la demande de Golda Meir, alors ministre des affaires étrangères de l'Etat d’Israël, Mercier est chargé de négocier avec le pouvoir syrien l'échange de l'espion contre une rançon, ce qui n'aboutit pas.
En 1967, il est candidat gaulliste  dans la Troisième circonscription de la Nièvre contre François Mitterrand.
Le 30 mai 1968, il apparait aux côtés de Michel Debré et André Malraux en première ligne du défilé de soutien au président de la république sur les Champs-Élysées. Le mois suivant, il est élu député de la Troisième circonscription de l'Essonne au cours de la IVe législature, mandat qu'il ne renouvelle pas.

## Œuvres
Jacques Mercier a écrit plusieurs ouvrages dont :
- Jacques Mercier, Le Touriste, Éditions Julliard, 1er janvier 1949, 177 p. (ISBN 9782260034179, lire en ligne)Ouvrage autobiographique sur ses années de guerre
- Jacques Mercier, Parti pris pour Israël, Éditions Robert Laffont / Éditions Bernard Grasset, 1970, 1re éd., 176 p.
- Jacques Mercier, Eli Cohen, l'espion de Damas, Éditions Robert Laffont, 1982.

## Filmographie
- 2019 : The Spy de Gideon Raff : joué par Edgar Givry